# Niên biểu Chiến tranh thế giới thứ hai (1940)
Đây là một Niên biểu các sự kiện diễn ra trong thời gian Chiến tranh thế giới thứ hai, trong năm 1940.

## Tháng 1 năm 1940
1: 10.000 quân Nhật mở cuộc phản công ở phía tây tỉnh Sơn Tây, Trung Quốc nhằm giải vây cho Sư đoàn 36 Nhật đang bị nửa bao vây.
2: Cuộc tiến công của Liên Xô bị quân Phần Lan chặn đứng bằng một loạt chiến thắng; rất nhiều xe tăng Liên Xô bị phá hủy.
7: Chế độ phân phối các thực phẩm cơ bản được thiết lập ở Anh.
7: Quân Phần Lan thắng lớn ở Suomussalmi; 1 sư đoàn Xô Viết bị tiêu diệt, thêm nhiều xe quân sự bị bắt.
7: Semyon Konstantinovich Timoshenko nắm quyền chỉ huy Hồng quân tại Phần Lan.
10: Sự cố Mechelen: một máy bay Đức chở theo bản Kế hoạch Vàng bị tai nạn ở Bỉ.
16: Các tài liệu bắt được trong sự cố Mechelen tiết lộ kế hoạch xâm chiếm vùng Scandinavia của Hitler và việc hoãn cuộc tiến công vào Pháp và Vùng Đất Thấp đến mùa xuân, khi thời tiết thuận lợi hơn.
17: Hồng quân Liên Xô ở Phần Lan bị đẩy lui, họ trả đũa bằng những cuộc không kích dữ dội.
20: Tàu ngầm U-44 phóng ngư lôi đánh chìm tàu hơi nước Ekatontarchos Dracoulis ngoài khơi Bồ Đào Nha lúc 4h15, giết chết 6 người. U-44 bị săn đuổi trong vòng 6 tiếng đồng hồ.
21: Một tàu U-boat đánh đắm tàu khu trục HMS Exmouth của Anh, toàn bộ 135 thành viên thủy thủ đoàn thiệt mạng.
24: Reinhard Heydrich được Hermann Göring chỉ định giải pháp cho "Vấn đề Do Thái".
27: Đức lập bản kế hoạch cuối cùng cho cuộc tấn công Đan Mạch và Na Uy.

## Tháng 2 năm 1940

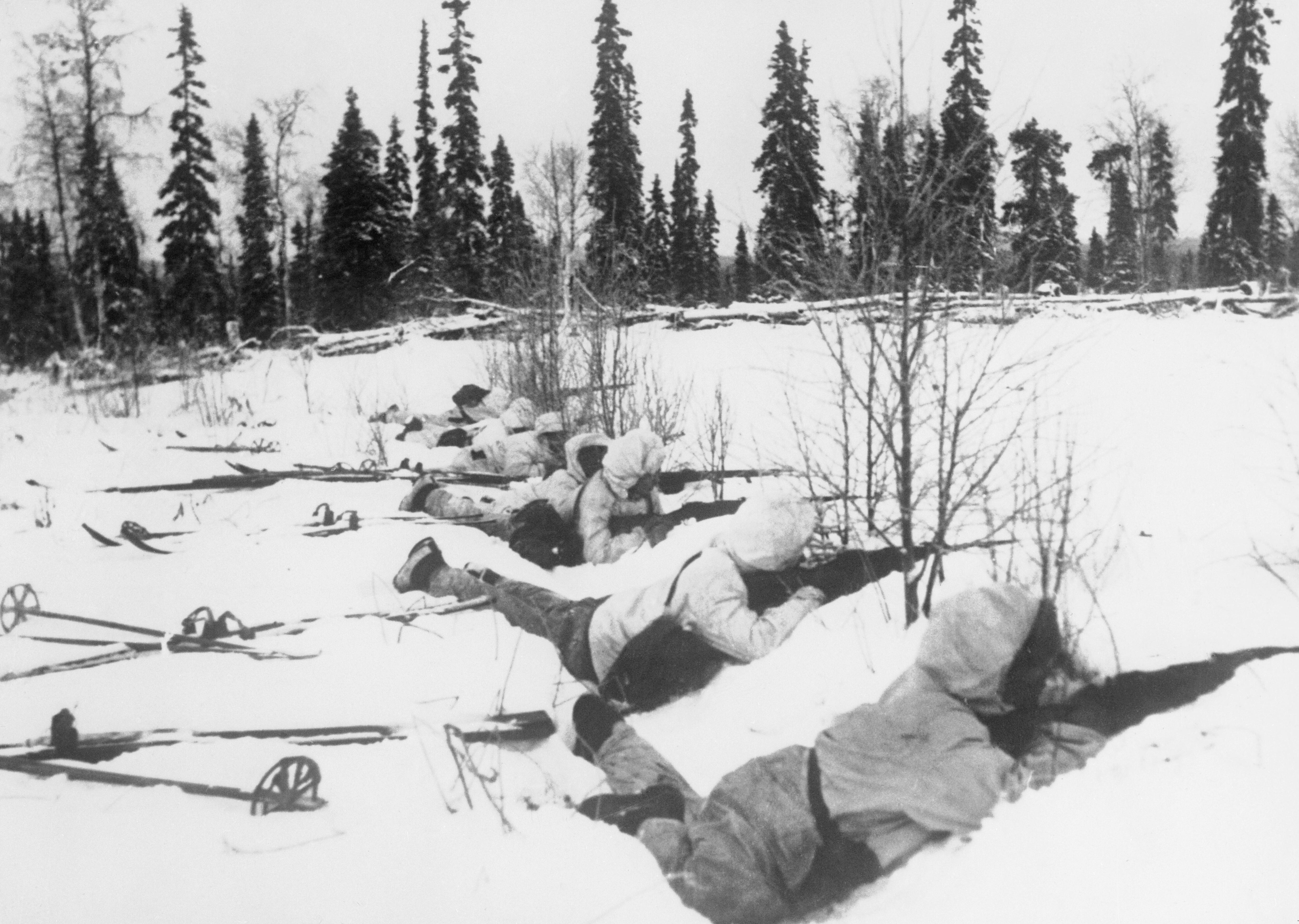
Lính trượt tuyết Phần Lan tại miền bắc Phần Lan, ngày 12 tháng 1 năm 1940.

1: Quốc hội Nhật Bản tuyên bố một khoản ngân sách cao kỷ lục với quá nửa chi phí dành cho quân sự.
5: Anh và Pháp quyết định can thiệp vào Na Uy dưới chiêu bài mở đường hỗ trợ Phần Lan, nhằm để cắt đứt đường buôn bán quặng sắt trước một cuộc chiếm đóng dự kiến sẽ diễn ra của Đức. Chiến dịch được ấn định sẽ bắt đầu ngày 20 tháng 3.
9: Erich von Manstein bị thuyên chuyển làm chỉ huy Quân đoàn Thiết giáp 38 Đức, nhằm loại bỏ ông ra khỏi việc xây dựng kế hoạch tấn công Pháp.
10: Liên Xô đồng ý hỗ trợ ngũ cốc và nguyên liệu thô cho Đức theo một hiệp định thương mại mới.
14: Chính phủ Anh kêu gọi quân tình nguyện để chiến đấu ở Phần Lan.
15: Hồng quân Liên Xô chiếm Summa, một điểm phòng ngự quan trọng của Phần Lan và đột phá qua phòng tuyến Mannerheim.
15: Hitler ra lệnh tiến hành chiến tranh tàu ngầm không giới hạn.
16: Sự kiện Altmark: Khu trục hạm HMS Cossack của Anh ép tàu vận tải Đức Altmark thả 303 tù binh Anh trên vùng lãnh hải trung lập của Na Uy.
17: Quân Phần Lan tiếp tục rút khỏi phòng tuyến Mannerheim.
17: Manstein trình bày với Hitler kế hoạch tấn công nước Pháp qua rừng Ardennes.
21: Đại tướng Nikolaus von Falkenhorst được chỉ định làm chỉ huy cuộc xâm chiếm Na Uy sắp tới của Đức.

## Tháng 3 năm 1940
1: Adolf Hitler chỉ định các tướng lĩnh trong kế hoạch tấn công Đan Mạch và Na Uy.
3: Hồng quân bắt đầu tấn công Viipuri, thành phố lớn thứ hai của Phần Lan.
5: Phần Lan thông báo sẽ đồng ý những điều kiện của Liên Xô để kết thúc chiến tranh. Ngày hôm sau, họ cử phái viên đến Moskva để đàm phán hòa bình.
11: Chế độ phân phối thịt bắt đầu ở Anh.
12: Tại Moskva, Phần Lan ký hòa ước với Liên Xô sau 105 ngày giao chiến. Phần Lan từ bỏ một vùng lãnh thổ đáng kể để đổi lấy hòa bình.
16: Đức không kích Scapa Flow gây nên thương vong dân sự đầu tiên ở Anh.
18: Hitler và Mussolini gặp nhau tại đèo Brenner trên biên giới Áo; Benito Mussolini nhất trí với Hitler là Ý sẽ tham chiến "vào một thời điểm thích hợp".
21: Paul Reynaud lên làm Thủ tướng Pháp sau khi Édouard Daladier từ chức vào ngày hôm trước.
28: Anh và Pháp lập một thỏa thuận chính thức rằng sẽ không bên nào tìm kiếm hòa bình riêng với Đức.
29: Vyacheslav Mikhailovich Molotov phát biểu trước Xô Viết Tối cao và một "tranh chấp chưa giải quyết", tức vấn đề về vùng Bessarabia ở Romania.
30: Nhật Bản thành lập chính phủ bù nhìn tại Nam Kinh, Trung Quốc do Uông Tinh Vệ đứng đầu.
30: Người Anh tiến hành những chuyến bay trinh sát bí mật để chụp ảnh những khu vực mục tiêu bên trong lãnh thổ Liên Xô để chuẩn bị cho Chiến dịch Pike, sử dụng thuật nhiếp ảnh lập thể ở độ cao lớn và tốc độ cao do Sidney Cotton làm tiên phong.

## Tháng 4 năm 1940
Tháng 4: 22.000 sĩ quan, cảnh sát Ba Lan bị Bộ Dân ủy Nội vụ Liên Xô giết hại trong cuộc thảm sát Katyn.
3: Ủy ban Bộ trưởng Quốc phòng Anh do Winston Churchill làm chủ tọa thay thế chức Bộ trưởng Điều phối Quốc phòng của Lord Chatfield.
9: Quân Đức đổ bộ tại nhiều cảng của Na Uy và chiếm Oslo; chiến dịch Na Uy kéo dài hai tháng. Người Anh cũng bắt đầu chiến dịch tại Na Uy. Đan Mạch đầu hàng.
10: Đức thiết lập một chính phủ Na Uy do Vidkun Quisling, cựu bộ trưởng quốc phòng đứng đầu.
11: Trận Narvik thứ nhất. Các khu trục hạm và máy bay Anh tấn công bất ngờ thắng lợi vào lực lượng hải quân của Đức. Cuộc tấn công thứ hai vào ngày 13 tháng 4 sau đó cũng thành công.
12: Quân Anh chiếm đóng quần đảo Faroe trong chiến dịch Valentine.
14: Quân Anh-Pháp bắt đầu đổ bộ tại Namsos, phía bắc Trondheim thuộc Na Uy.
15: Quân Anh đổ bộ tại Harstad, gần Narvik, Na Uy.
16: Anh đổ thêm quân tại Na Uy, đáng kể nhất là ở bắc và nam Trondheim; cuộc chiến giành Trondheim tiếp diễn cho đến ngày 22.
27: Quân Anh bắt đầu rút khỏi miền trung Na Uy, ở bắc và nam Trondheim.

## Tháng 5 năm 1940

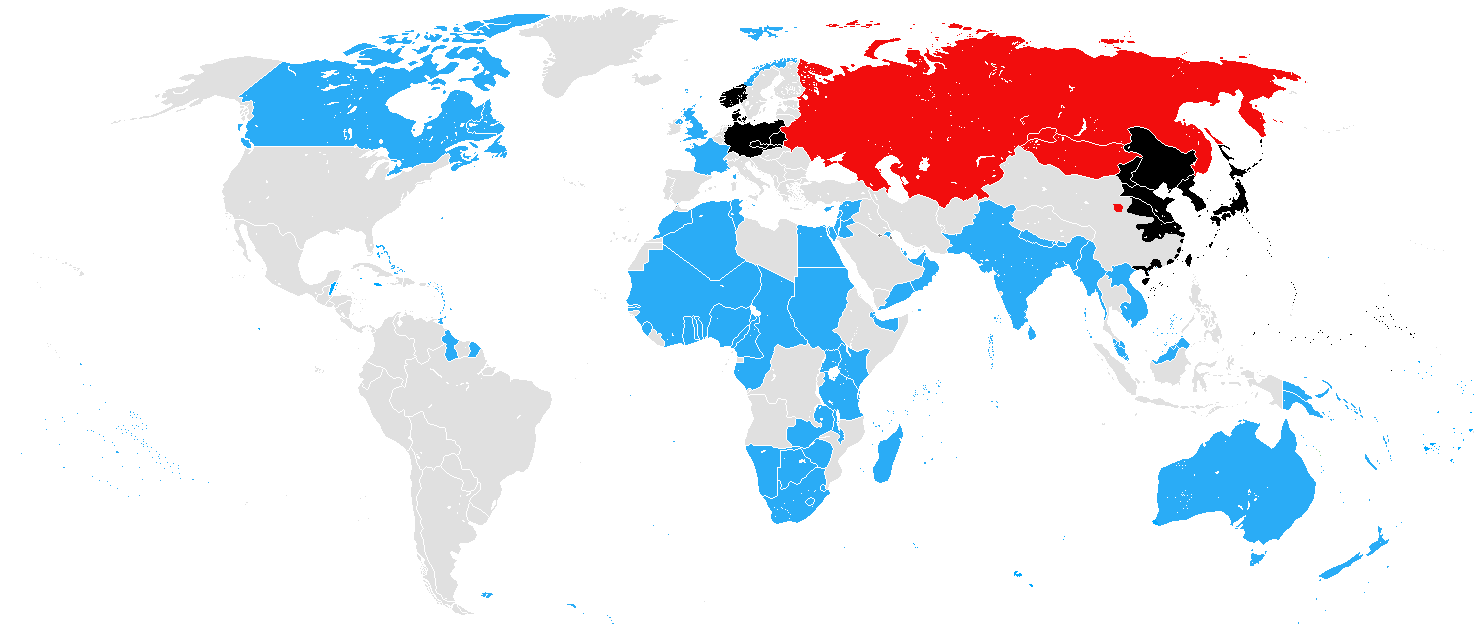
Tình hình các nước phe Trục và phe Đồng Minh, tháng 5 năm 1940.

Cuộc tiến công chớp nhoáng Blitzkrieg của Đức vào giữa tháng 5.

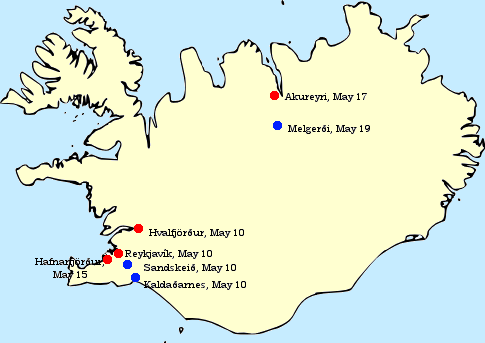
Bản đồ cuộc xâm chiếm Iceland của Anh.

1: Đồng Minh bắt đầu sơ tán khỏi các cảng của Na Uy; kéo dài cho đến tháng 6.
5: Chính phủ lưu vong Na Uy được thành lập ở London.
8: Thủ tướng Pháp Neville Chamberlain suýt soát qua được cuộc bỏ phiếu về Cuộc tranh cãi Na Uy tại Hạ viện.
9: Chế độ cưỡng bách tòng quân ở Anh mở rộng giới hạn đến tuổi 36.
10: Đức tấn công Bỉ, Pháp, Luxembourg và Hà Lan; Winston Churchill trở thành Thủ tướng Anh sau khi Neville Chamberlain từ chức. Người Anh xâm chiếm Iceland (Chiến dịch Fork).
10: Bỉ tuyên bố tình trạng khẩn cấp. Churchill được kêu gọi thành lập một chính phủ liên minh thời chiến.
10: Lính dù Đức táo bạo đánh chiếm pháo đài Eben Emael.
10: Trận Hague trở thành cuộc tấn công bằng lính dù đầu tiên bị thất bại trong lịch sử, khi quân Hà Lan nhanh chóng đánh bại quân Đức.
11: Luxembourg bị chiếm.
11: Churchill đề nghị cựu Hoàng đế Đức Wilhelm II, hiện đang sống ở Hà Lan, tỵ nạn sang Anh; nhưng ông này từ chối.
12: Người Bỉ phá sập tất cả các cây cầu bắc qua sông Meuse để ngăn bước tiến của quân Đức.
12: Trận Hannut bắt đầu ở Bỉ.
13: Chính phủ lưu vong Hà Lan được thành lập ở London.
13: Quân đoàn Panzer của Heinz Guderian đột phá tại Sedan, Pháp.
13: Nữ hoàng Wilhelmina của Hà Lan lưu vong sang Anh.
13: Bài diễn văn "máu, công sức, nước mắt và mồ hôi" của Churchill tại Nghị viện.
13: Quân Hà Lan thua trận Grebbeberg trước quân Đức.
14: Tân Bộ trưởng Bộ Chiến tranh Anh là Anthony Eden tuyên bố thành lập Quân Tình nguyện Phòng vệ Địa phương (Vệ Quốc Quân). Chủ yếu gồm toàn những người già đã nghỉ hưu.
14: Rotterdam bị không quân Đức ném bom rải thảm, khiến nhiều dân thường chết và bị thương nặng. Hà Lan quyết định đầu hàng, ngoại trừ vùng Zeeland.
14: Churchill đề nghị Tổng thống Hoa Kỳ Franklin D. Roosevelt cùng với Canada trợ giúp trong những ngày tháng khó khăn.
14: Phác thảo về một liên minh mới của Anh, bao gồm các thành viên của Đảng Lao động, Tự Do và Bảo Thủ được công bố công khai.
14: Quân Hà Lan đánh bại quân Đức trong Trận Afsluitdijk.
14: Cuộc oanh tạc Rotterdam kết thúc thắng lợi trận Rotterdam cho phía quân Đức.
15: Quân đội Hà Lan ký văn kiện đầu hàng.
15: Các lực lượng Đức vượt sông Meuse.
16: Churchill đến thăm Paris và được nghe về tình hình chiến cuộc ở Pháp.
16: Chính phủ Bỉ rời bỏ đất nước chạy sang Bordeaux, Pháp khi quân đội Bỉ rút lui. Sau đó họ chuyển qua London.
17: Quân Đức tiến vào Brussels và chiếm cả Antwerp.
17: Paul Reynaud thành lập chính phủ Pháp mới, trong đó có vị thống chế 84 tuổi Philippe Pétain, người hùng của nước Pháp trong Thế chiến thứ nhất.
18: Maxime Weygand thay thế Maurice Gamelin làm tư lệnh các lực lượng vũ trang Pháp.
18: Antwerp hoàn toàn bị chiếm đóng.
18: Quân Đức chiến thắng Trận Zeeland.
19: Amiens, Pháp bị quân Đức vây hãm; Erwin Rommel đem quân bao vây Arras; quân Đức cũng tiến tới Noyelles-sur-Mer trên eo biển Manche.
19: Người Anh hoàn tất việc xâm chiếm Iceland.
20: Quân đoàn Panzer của tướng Guderian chiếm Abbeville, đe dọa các lực lượng Đồng Minh trong khu vực.
23: Oswald Mosley, lãnh đạo các phần tử phát xít ở Anh trước chiến tranh bị tống giam.
24: Người Anh ra quyết định cuối cùng về việc hủy bỏ các hoạt động quân sự tại Na Uy.
25: Quân đội Đồng Minh rút về cảng Dunkirk. Hitler phê chuẩn mệnh lệnh đình chỉ tiến quân vào các đầu cầu của Đồng Minh và cho phép Hermann Göring sử dụng không quân tấn công. Không quân Hoàng gia Anh chiến đấu bảo vệ các đầu cầu.
25: Không quân Đức ném bom rời rạc xuống đất Anh.
25: Boulogne-sur-Mer đầu hàng quân Đức.
25: Liên Xô chuẩn bị tiếp quản toàn bộ vùng Baltic và dàn dựng những cuộc xung đột giữa Liên Xô với các quốc gia này. Chính phủ Xô Viết cáo buộc Litva bắt cóc binh lính của họ.
25-28: 86 thường dân Bỉ bị quân Đức giết hại tại làng Vinkt trong cuộc thảm sát Vinkt.
26: Tàu tuần tra A4 của Bỉ tới Plymouth, cùng với 40 tấn dự trữ vàng quốc gia cuối cùng được sơ tán của Bỉ.
26: Calais đầu hàng quân Đức.
26: Chiến dịch Dynamo bắt đầu, kéo dài cho đến ngày 3 tháng 6, Đồng Minh sơ tán 340.000 quân khỏi Dunkir dưới những trận oanh tạc dữ dội của không quân Đức.
28: Bỉ đầu hàng; quốc vương Leopold III của Bỉ đầu hàng và bị Đức giam giữ.
30: Nội các Anh họp: Churchill thắng trong cuộc bỏ phiếu tiếp tục chiến tranh, bất chấp những tranh cãi dữ dội của Lord Halifax và Chamberlain.
31: Nhật Bản ném bom dữ dội thủ đô Trùng Khánh của Quốc Dân Đảng ở thượng lưu sông Trường Giang.

## Tháng 6 năm 1940
3: Ngày cuối của Chiến dịch Dynamo. 224.686 quân Anh và 121.445 quân Pháp, Bỉ đã được sơ tán.
3: Đức ném bom Paris.
7: Các thiết giáp hạm Đức Gneisenau và Scharnhorst đánh đắm tàu sân bay HMS Glorious và 2 khu trục hạm Anh ngoài khơi Na Uy.
9: Hồng Quân kích động xung đột trên biên giới Latvia.
10: Ý tuyên chiến với Pháp và Anh. Na Uy đầu hàng. Quốc vương Haakon cùng chính phủ của mình đã sơ tán sang Anh 3 ngày trước.
11: Chính phủ Pháp chạy về Tours.
12: Hơn 10.000 lính Anh thuộc Sư đoàn Highland số 51 bị bắt tại Saint-Valery-en-Caux.
13: Quân Đức chiếm Paris; chính phủ Pháp lại dời về Bordeaux.
14: Lực lượng Hải quân Pháp (Marine Nationale) đóng tại Toulon tiến hành tấn công vào các mục tiêu của Ý dọc bờ biển Liguria.
14: Hạm đội Baltic Liên Xô phong tỏa quân sự hoàn toàn đối với các nước Baltic. Quân đội Xô Viết đóng dọc biên giới Baltic đã sẵn sàng tiến hành đảo chính tại đây.
14: Máy bay ném bom Liên Xô bắn hạ máy bay chở khách Phần Lan Kaleva đang bay từ Tallinn đến Helsinki, có mang theo 3 văn kiện ngoại giao từ công sứ Hoa Kỳ tại Tallinn, Riga và Helsinki.
15: Liên Xô đưa tối hậu thư hẹn Litva trong 8 tiếng đồng hồ phải đầu hàng. Tổng thống Antanas Smetona chạy trốn khỏi đất nước nên việc tiếp quản không thể tiến hành qua con đường hợp pháp chính thức. Hồng quân tiến vào Litva và tấn công các đội quân biên phòng Litva.
15: Quân Anh bắt đầu sơ tán khỏi các cảng phía tây nước Pháp trong Chiến dịch Ariel.
16: Philippe Pétain trở thành thủ tướng Pháp sau khi chính phủ của Reynaud từ chức.
16: Tàu ngầm Ý Provano bị tàu tuần tra La Curieuse của Pháp buộc phải nổi lên và bị húc chìm.
16: Liên Xô đưa tối hậu thư hẹn Latvia và Estonia trong 8 tiếng đồng hồ phải đầu hàng.
17: Tàu RMS Lancastria của Anh bị đánh chìm ngoài khơi St Nazaire khi đang chở quân— ít nhất 3.000 người bị chết trong thảm họa hàng hải tồi tệ nhất của Anh Quốc.
17: Hồng quân tiến vào Latvia và Estonia.
18: Charles de Gaulle thành lập Comité français de la Libération nationale, một chính phủ lưu vong của Pháp.
18: Estonia, Latvia và Litva bị Liên Xô chiếm đóng.
20: Pháp tìm kiếm đình chiến với Ý.
21: Pháp và Đức bắt đầu đàm phán đình chiến tại Compiègne.
21: 2 tập đoàn quân Ý bắt đầu vượt biên giới Pháp trong cuộc xâm chiếm nước Pháp.
21: Thiết giáp hạm Lorraine của Pháp khai hỏa vào cảng Bardia của Ý ở Bắc Phi. Máy bay của hải quân Pháp tấn công Taranto và Livorno trên đất liền Ý, đây là những hành động chống trả lại Ý cuối cùng của Pháp.
21: Đảo chính ở vùng Baltic. Cuộc kháng cự quân sự duy nhất diễn ra tại Tallinn, 2 người Estonia và 10 người Liên Xô bị chết.
22: Hiệp định Compiègne lần thứ hai được ký kết giữa Pháp và Đức.
24: Pháp-Ý ký hiệp định đình chiến.
25: Pháp chính thức đầu hàng Đức lúc 1h35.
25: Cuộc sơ tán lớn cuối cùng trong Chiến dịch Ariel; 191.870 quân lính, phi công Đồng Minh cùng một số thường dân chạy thoát khỏi Pháp.
26: Liên Xô gửi tối hậu thư đòi vùng Bessarabia và Bắc Bukovina của Romania.
27: Người Romania đề nghị đàm phán. Molotov trả lời, hoặc nhượng bộ yêu sách đất đai hoặc chiến tranh. Liên Xô gửi tối hậu thư mới cho Romania.
28: De Gaulle được Anh công nhận là lãnh đạo của tổ chức Pháp quốc Tự do.
28: Thống chế Italo Balbo, tổng tư lệnh ở Bắc Phi thuộc Ý, bị chết trong một tai nạn bắn nhầm do hỏa lực phòng không tại Tobruk, Libya.
28: Romania bắt đầu rút khỏi Bessarabia và Bắc Bukovina.
28: Không quân Đức ném bom Quần đảo Eo Biển của Anh, mà không biết đó là vùng phi quân sự. Tại Guernsey, 33 người bị giết, 67 bị thương, ở Jersey, 9 người chết, nhiều người bị thương.
28: Các đội hộ tống của phe Trục và Đồng Minh giao chiến tại tây nam đảo Crete trong Trận đội hộ tống Espero.
30: Đức xâm chiếm Quần đảo Eo Biển.

## Tháng 7 năm 1940
1: Chính phủ Pháp dời đến Vichy.
1: Thống chế Ý Rodolfo Graziani được bổ nhiệm thay thế Balbo tại Bắc Phi.
1: Không quân Hoàng gia Ý bắt đầu ném bom vùng Palestine Ủy nhiệm của Anh.
2: Hitler ra lệnh chuẩn bị kế hoạch xâm chiếm nước Anh, mật danh Chiến dịch Sư tử biển.
2: Alderney đầu hàng quân Đức.
2: Bờ biển Brighton bị đóng cửa với công chúng; mìn, dây thép gai và các hệ thống phòng ngự khác được thiết lập tại đây.
3: Cardiff bị không quân Đức ném bom lần đầu tiên.
3: Người Anh tấn công hải quân Pháp tại Mers El Kebir, vì lo ngại chúng sẽ rơi vào tay người Đức.
4: Hạm đội Pháp tại Mers-el-Kébir, Algérie bị Hải quân Hoàng gia Anh hủy diệt; Chính phủ Vichy đáp lại bẳng cách cắt đứt quan hệ ngoại giao với Anh. Tại Alexandria, người Pháp đồng ý giải giáp thiết giáp hạm Lorraine và một số tàu nhỏ hơn.
4: Công tước Windsor (bị mất uy tín vì nghi ngờ ủng hộ chủ nghĩa Quốc xã) được bổ nhiệm làm thống đốc Bahamas, rời xa khỏi các tranh cãi.
4: Sark đầu hàng. Quân Đức chiếm đóng hoàn toàn quần đảo Eo Biển.
4: Cục Tin tức Đức phát hành trích đoạn của các tài liệu thu được trong quá trình nước Pháp thất thủ có liên quan đến Chiến dịch Pike, một kế hoạch đánh bom mỏ dầu Liên Xô đã bị hủy bỏ của Anh-Pháp.
5: 2 chính trị gia Bỉ, Camille Huysmans và Marcel-Henri Jaspar, thành lập một chính phủ lưu vong không chính thức tại London, vì lo ngại chính phủ lưu vong chính thức còn đang ở Pháp sẽ đầu hàng Đức.
9: Trận Calabria, một cuộc giao tranh hải quân hạn chế diễn ra bất phân thắng bại ngoài khơi bờ biển Ý. Không ai bị chết.
10: Trận chiến nước Anh mở màn khi không quân Đức tấn công các tàu thuyền của Anh trên biển Manche.
10: Tổng thống Roosevelt đề nghị Quốc hội tăng cường thật nhiều những chuẩn bị về quân sự.
11: Không quân Hoàng gia Anh đột kích các điểm đóng quân của đối phương tại Hà Lan và các xưởng đạn dược của Đức.
12: Luftwaffe tấn công xứ Wales, Scotland và Bắc Ireland.
14: Liên Xô tổ chức bầu cử tại các nước vùng Baltic.
16: Adolf Hitler trình bày chỉ thị quân sự về cuộc xâm chiếm nước Anh, Chiến dịch Sư tử biển.
18: Để trả đũa vụ tấn công tại Mers-el-Kébir, Không quân Chính phủ Vichy ném bom Gibraltar.
19: Đại tướng Johan Laidoner của Estonia bị đày đi Siberia.
19: Tàu của Đồng Minh đụng độ 2 tuần dương hạm hạng nhẹ của Ý và đánh chìm một chiếc trong trận Cape Spada.
21: Chính phủ lưu vong Tiệp Khắc tới London.
21: Nghị viện mới của các nước Baltic yêu cầu tham gia Liên Bang Xô Viết.
22: Hội nghị Havana nhóm họp; các quốc gia Tây bán cầu thảo luận về việc trung lập và hợp tác kinh tế.
22: Fumimaro Konoye được bổ nhiệm làm Thủ tướng Nhật Bản.
23: Vệ Quốc Quân Anh (Home Guard) chính thức được thành lập, thu hút đàn ông lớn tuổi và những người được coi là không thể phục vụ trong các lực lượng vũ trang chính quy.
25: Toàn bộ phụ nữ và trẻ em được lệnh sơ tán khỏi Gibraltar.
26: Hợp chúng quốc Hoa Kỳ xây dựng Đại Bản Doanh (GHQ), Lục quân Hoa Kỳ, được thiết kế để tạo điều kiện huy động bằng cách giám sát các tổ chức và đào tạo của các lực lượng lục quân trong lục địa Hoa Kỳ, được đặt mật danh Vùng Nội Bộ.
30: Tổng thống Estonia Konstantin Päts bị bắt và đày sang Liên Xô.

## Tháng 8 năm 1940
Tháng 8: "Cuộc chiến Phù hiệu Kẹp" (Spéngelskrich) bắt đầu tại Luxembourg đang bị chiếm đóng, khi thường dân đeo những phù hiệu yêu nước nổi bật trên ve áo, bất chấp những nỗ lực của Quốc xã nhằm "Đức hóa" vùng lãnh thổ này.
1: Hitler ấn định ngày 15 tháng 9 là ngày tiến hành Chiến dịch Sư tử biển.
1: Molotov tái xác nhận hiệp ước Molotov-Ribbentrop tại Xô viết Tối cao trong khi công kích Anh và Mỹ bằng lời nói. Ông cũng xác nhận biên giới Liên Xô đã được dời đến bờ biển Baltic.
1: Hải quân Hoàng gia Ý thành lập căn cứ tàu ngầm BETASOM tại Bordeaux và tham gia "Trận chiến Đại Tây Dương".
1-4: Chiến dịch Hurry, Độ hộ tống Malta đầu tiên, được hoàn thành.
2: Charles de Gaulle bị tòa án quân sự Pháp kết án tử hình vắng mặt.
2: Liên Xô chiếm đóng Bessarabia và Bắc Bukovina..
3: Liên Xô chính thức sáp nhập Litva.
4: Các lực lượng Ý do tướng Guglielmo Nasi chỉ huy tấn công và chiếm đóng Somaliland thuộc Anh tại Mặt trận Đông Phi.
5: Thất bại trong việc giành ưu thế trên không và thời tiết xấu tại biển Manche khiến Đức hoãn kế hoạch tấn công Anh.
5: Liên Xô chính thức sáp nhập Latvia.
6: Liên Xô chính thức sáp nhập Estonia.
11-15: Trận Tug Argan diễn ra tại Somaliland thuộc Anh. Để tránh bị quân Ý bao vây, quân Anh đã rút lui.
13: "Ngày Đại bàng" (Adler Tag) trong trận chiến nước Anh. Hermann Göring bắt đầu cuộc tấn công kéo dài 2 tuần lễ vào các sân bay Anh.
14: Nhà khoa học Anh Sir Henry Tizard đến Hoa Kỳ trong Nhiệm vụ Tizard, để trao cho người Mỹ một số bí mật công nghệ hàng đầu của Anh, trong đó có magnetron, bộ phận cốt lõi bí mật của ra đa.
15: Không quân Hoàng gia Anh tiếp tục chiến thắng trước Luftwaffe trong cuộc chiến phạm vi rộng dọc bờ biển phía đông. Việc sản xuất máy bay tiêm kích Anh bắt đầu gia tăng.
15: Tuần dương hạm Elli của Hy Lạp bị tàu ngầm Ý đánh chìm tại cảng Tinos.
16: Trận chiến nước Anh tiếp diễn; quân Đức chịu thiệt hại do tầm máy bay ngắn và người Anh mở rộng sử dụng ra đa.
16: Dự thảo đầu tiên của Hiệp nghị đổi Tàu khu trục lấy Căn cứ giữa Hoa Kỳ và Anh được công khai.
17: Hitler tuyên bố phong tỏa quần đảo Anh.
18: Không chiến ác liệt tại Anh; quân Đức chịu thiệt hại nặng nề về máy bay ném bom. Göring tuyên bố các phi công tiêm kích của mình là hèn nhát và ra lệnh cho họ bảo vệ kỹ càng hơn cho các máy bay ném bom, điều này càng làm hạn chế năng lực của họ.
19: Quân Ý chiếm Berbera, thủ đô của Somaliland thuộc Anh, quân trú phòng Anh rút chạy về Aden. Việc Berbera thất thủ kết thúc cuộc xâm chiếm thuộc địa Anh này của người Ý. Đến cuối tháng, quân Ý đã kiểm soát Somaliland thuộc Anh cùng nhiều thị trấn, pháo đài dọc biên giới với Sudan và Kenya, trong đó có Kassala, Gallabat, và Moyale.
20: Ý tuyên bố phong tỏa các cảng của Anh ở khu vực Địa Trung Hải.
20: Bài diễn văn "Chưa bao giờ có rất nhiều người chịu rất nhiều ơn của ít người như thế" của Churchill đọc tại Hạ Nghị viện.
20: Đảng Cộng sản Trung Quốc mở cuộc Đại chiến Bách Đoàn tấn công quân Nhật ở Bắc Trung Quốc.
22: Quân Đức pháo kích Dover và khu vực ven biển lân cận bằng pháo tầm xa.
24: Máy bay Đức ném bom nhầm xuống một nhà thờ ở Cripplegate.
25: Churchill ra lệnh ném bom Berlin để trả đũa cuộc ném bom Cripplegate đêm hôm trước.
26: Cả London và Berlin đều bị ném bom, với Berlin thì đây là lần đầu tiên.
30: Cuộc ném bom nước Anh tiếp diễn; London bị không kích để trả đũa cuộc oanh tạc Berlin, mở màn cho "London Blitz".
30: Adolf Hitler và Benito Mussolini ra Quyết định Vienna thứ hai, buộc Romania trao vùng Bắc Transylvania (trong đó có toàn bộ Maramureş và một phần Crişana) cho Hungary.
31: Không quân Đức tiếp tục tấn công các sân bay Anh cũng như London. Những cuộc tấn công vào các trạm ra đa tỏ ra kém hiệu quả.
31: 2 khu trục hạm của Hải quân Hoàng gia Anh bị đánh chìm ngoài khơi bờ biển Hà Lan trong vụ "thảm họa Texel".

## Tháng 9 năm 1940
1: Người Do Thái ở Đức được lệnh phải đeo ngôi sao vàng để nhận diện.
2: Hiệp nghị đổi Tàu khu trục lấy Căn cứ được hoàn thành. Nước Anh giao các vùng đất thuộc quyền sở hữu của mình để cho Hoa Kỳ lập căn cứ không quân và hải quân dựa trên một hợp đồng cho thuê miễn phí các căn cứ tại Bahamas, Antigua, St. Lucia, Trinidad, Jamaica và Guiana thuộc Anh, để đổi lấy 50 khu trục hạm.
3: Hitler hoãn cuộc xâm lăng nước Anh, do Luftwaffe thất bại trong việc phá vỡ hệ thống phòng thủ của Anh. Tuy nhiên, nỗi sợ hãi về một cuộc xâm lược sắp tới vẫn tiếp tục ám ảnh Anh Quốc.
6: Quốc vương Carol thoái vị và trao ngai vàng Romania cho con trai Michael, Ion Antonescu nắm quyền kiểm soát chính phủ.
7: Một trong những quyết định sai lầm lớn của cuộc chiến, Luftwaffe rời trọng tâm khỏi các sân bay của Không quân Hoàng gia Anh (RAF) và chuyển hướ́ng sang London. Khoảng 2.000 thường dân Anh bị chết. Các thành phố khác của Anh cũng bị tấn công.
9: Trong Chiến dịch Sa mạc Tây, các lực lượng thuộc địa của Ý tại Libya do tướng Mario Berti chỉ huy mở cuộc xâm chiếm Ai Cập. Mục tiêu đầu tiên là tiến từ các vị trí phòng thủ trong lãnh thổ Libya đến biên giới Ai Cập.
9: Tel Aviv thuộc Ủy Nhiệm Palestine của Anh bị máy bay Ý ném bom khiến 137 người thiệt mạng.
10: Chiến dịch Sư tử biển được ấn định vào ngày 24 tháng 9.
10: Quân đoàn Không quân Ý được thành lập để chiến đấu trong trận chiến nước Anh.
13: Sau khi tái chiếm Đồn Capuzzo nằm ngay sát biên giới Libya, quân thuộc địa Ý băng qua biên giới và tiến vào Ai Cập. Người Ý chiếm cảng nhỏ Sollum, sự kháng cự duy nhất là một lực lượng yểm hộ nhỏ của Anh đã rút lui khi quân Ý tiến đến.
14: Chiến dịch Sư tử biển bị hoãn đến 27 tháng 9, ngày cuối cùng trong tháng mà nước thủy triều còn phù hợp cho cuộc xâm lược.
15: Các phi vụ ném bom dữ dội của Đức nhằm vào những thành phố của Anh; hầu hết đều bị đẩy lùi. RAF bắt đầu tuyên bố chiến thắng Trận chiến nước Anh.
16: Đạo luật Đào tạo và Đăng ký Quân dịch 1940 giới thiệu chế độ cưỡng bách tòng quân thời bình đầu tiên trong lịch sử Hoa Kỳ (dành cho đàn ông từ 21 đến 35 tuổi).
16: Cuộc xâm chiếm Ai Cập ngừng lại khi khoảng 5 sư đoàn Ý thiết lập phòng thủ trong một loạt các trại quân sau khi tiến độ 95 km đến Sidi Barrani. Quân Ý không bao giờ đến được vị trí phòng thủ chính của người Anh tại Mersa Matruh.
17: Các thông điệp được giải mã tiết lộ rằng Hitler đã hoãn Kế hoạch Sư tử biển cho đến khi có thông báo mới.
18: Radio Belgique, một dịch vụ phát thanh tiếng Pháp và Hà Lan của BBC, bắt đầu phát sóng đến đất Bỉ đang bị Đức chiếm đóng từ trụ sở tại London.
22: Các đội hộ tống bị tàu ngầm U-boat đánh thiệt hại nặng nề ở Đại Tây Dương.
22: Nhật Bản bắt đầu chiếm đóng Đông Dương; nhà cầm quyền thuộc địa Pháp trở thành chính quyền bù nhìn.
23: Các lực lượng Pháp Tự do và Anh cố gắng đổ bộ lên Dakar ở Tây Phi thuộc Pháp; hải quân Pháp Vichy khai hỏa lác đác trong 2 ngày, và cuộc viễn chinh bị triệu hồi trở lại.
24: Berlin bị RAF không kích lớn.
24: Để trả đũa vụ Dakar, Không quân Pháp Vichy ném bom Gibraltar lần đầu tiên kể từ ngày 18 tháng 7.
25: Các máy bay Pháp Vichy trở lại ném bom Gibraltar ngày thứ hai.
25: Sư đoàn số 5 của Nhật tiến vào Hà Nội, Miền Bắc Việt Nam.
27: Hiệp ước Ba Bên được ký kết tại Berlin giữa Đức, Ý và Nhật, cam kết hỗ trợ lẫn nhau. Cái tên không chính thức "phe Trục" bắt đầu xuất hiện.
28: Vidkun Quisling trở thành người đứng đầu nhà nước tại Na Uy.

## Tháng 10 năm 1940
1-31: Hợp Chúng Quốc Hoa Kỳ tách các Khu Quân đoàn được thiết lập năm 1921 nhằm thực hiện công việc hành chính của nhiều địa phương khác nhau của Hoa Kỳ ra khỏi bốn Tập đoàn quân được thiết lập năm 1932.
1: Quốc Dân Đảng và Đảng Cộng sản Trung Quốc đánh nhau ở miền nam đất nước. Trong khi đó, quân Nhật bị sa lầy tại Trường Sa.
2: Việc oanh tạc London tiếp diễn suốt cả tháng.
3: Người Do Thái ở Warszawa bị chuyển vào khu Do Thái Warszawa.
4: Adolf Hitler và Benito Mussolini gặp nhau tại đèo Brenner để thảo luận về triển vọng của cuộc chiến.
7: Quân Đức bắt đầu tiến vào Romania.
9: Neville Chamberlain từ chức tại Hạ Nghị viện Anh vì lý do sức khỏe; Winston Churchill được bầu làm lãnh tụ Đảng Bảo thủ.
12: Cuộc xâm chiếm của Đức vào nước Anh bị hoãn sang sớm nhất là mùa xuân năm 1941.
12: Hải quân Hoàng gia Anh giao chiến và đánh bại nhiều tàu Ý đã tấn công họ sau một nhiệm vụ hộ tống tới Malta.
13: Thường dân Anh vẫn bị giết bởi bom Đức dù các cuộc tấn công đã giảm đi đáng kể.
14: Thảm họa ga Balham. Bom Đức xuyên xuống độ sâu 32 thước dưới mặt đất và giết chết 66 người.
15: Clarence Addison Dykstra trở thành giám đốc Hệ thống Đăng Ký Quân Dịch tại Hoa Kỳ.
15: Mussolini và các cố vấn thân cận nhất của ông ta quyết định xâm chiếm Hy Lạp.
16: Đăng ký Dự thảo bắt đầu tại Hoa Kỳ.
19: Không quân Ý ném bom Bahrain.
20: Máy bay Ý ném bom Cairo, Ai Cập và các nhà máy lọc dầu do người Mỹ điều hành tại Bahrain, nước được Anh bảo hộ.
21: Liverpool bị ném bom lần thứ 200.
23: Adolf Hitler gặp Francisco Franco tại Hendaye, gần biên giới Pháp-Tây Ban Nha. Cuộc hội kiến Hendaye không thu được kết quả gì nhiều, nhất là hy vọng của Hitler trong việc thuyết phục Franco tham chiến theo phe Trục.
24: Sau cuộc hội kiến với Franco, Hitler tới Montoire gặp gỡ Philippe Pétain, đánh dấu khởi đầu cho sự hợp tác có tổ chức của Pháp với chế độ Quốc xã.
24: Quân đoàn Không quân Ý thực hiện hoạt động đầu tiên trong Trận chiến nước Anh.
25: Berlin và Hamburg bị ném bom dữ dội.
28: Khoảng 3h00 sáng, đại sứ Ý tại Hy Lạp chuyển tối hậu thư cho phía Hy Lạp, và thủ tướng Ioannis Metaxas trả lời: "Vậy tức là chiến tranh". Lục quân Hoàng gia Ý mở các cuộc tấn công vào Hy Lạp từ lãnh thổ Albania thuộc Ý, Chiến tranh Hy Lạp-Ý bắt đầu. Hitler giận dữ trước sự tùy tiện của đồng minh.
29: Đội hộ tống Đồng Minh chịu thiệt hại nặng nề trong giai đoạn này, khi số lượng các tàu ngầm U-boat Đức tăng lên.
29: Con số đầu tiên được rút cho lính quân dịch Hoa Kỳ theo Đạo luật Đăng ký Quân dịch.
30: Tổng thống Roosevelt hứa với cử tri sẽ không đưa "con em chúng ta" đến chiến tranh vào giữa chiến dịch bầu cử.
31: Chính quyền Quận Warszawa dời tất cả người Do Thái sống ở Warszawa vào các khu Do Thái.

## Tháng 11 năm 1940

Quân Hy Lạp phản công

1: Thổ Nhĩ Kỳ tuyên bố trung lập trong cuộc chiến Ý-Hy Lạp.
2: Ý tiếp tục tiến quân ở Hy Lạp. Vovousa bị chiếm đóng, và máy bay Ý ném bom Salonika.
5: Tổng thống Roosevelt thắng cử nhiệm kỳ thứ ba. Người Anh xem sự kiện này như một đảm bảo cho những trợ giúp thêm nữa từ phía Hoa Kỳ.
5: HMS Jervis Bay, một tàu buôn tuần dương của Anh bị đánh chìm trong khi làm nhiệm vụ hộ tống, nhưng phần lớn đoàn tàu hộ tống đã trốn thoát. Mất mát này đã trở thành một sự kiện truyền thông.
7: Những dấu hiệu rõ ràng cho thấy Ireland sẽ từ chối cho nước Anh sử dụng các cảng của họ làm căn cứ hải quân.
8: Trận Elaia-Kalamas kết thúc, chấm dứt cuộc tiến công không mấy hiệu quả của người Ý vào Hy Lạp.
9: Neville Chamberlain qua đời.
11: Các lực lượng hải quân Anh mở cuộc tấn công vào hải quân Ý trong trận Taranto. Các máy bay ném bom Fairey Swordfish từ hàng không mẫu hạm HMS Illustrious đã đánh bị thương 3 thiết giáp hạm, 2 tuần dương hạm và nhiều máy bay phụ trợ. Trận này giúp đảm bảo tuyến đường tiếp tế của Anh tại Địa Trung Hải. Thắng lợi của người Anh đã được người Nhật nghiên cứu và áp dụng vào chuẩn bị cho trận Trân Châu Cảng.
12: Molotov gặp Hitler và Ribbentrop tại Berlin. Một "trật tự thế giới mới" được đem ra bàn luận. Molotov bày tỏ mối quan tâm của Liên Xô đối với Phần Lan, Bulgaria, Romania, các eo biển Dardanelles và Bosporus, nhưng Hitler nói rộng hơn về những khu vực ảnh hưởng trên toàn thế giới giữa Liên Xô, Đức, Ý và Nhật.
12: Trong trận Gabon, quân Anh hoàn thành việc giành lấy Trung Phi khỏi tay chính phủ Vichy.
13: Molotov gặp lại Hitler và đề nghị chấp thuận việc giải quyết Phần Lan. Lúc này Hitler chống lại mọi nỗ lực nhằm mở rộng ảnh hưởng của Liên Xô tại châu Âu. Ông xem như nước Anh đã bị đánh bại và đề nghị trao Ấn Độ cho Liên Xô.
13: Trận Pindus kết thúc với thắng lợi thuộc về Hy Lạp.
14: Thành phố Coventry bị ném bom dữ dội vào ban đêm. Nhà thờ Coventry bị phá hủy và khu trung tâm thời Trung Cổ của thành phố bị san bằng.
14: Hy Lạp bắt đầu phản công quân Ý.
15: Liên Xô được mời gia nhập Hiệp ước Ba Bên và chia sẻ đất đai của Đế quốc Anh.
15: Khu Do Thái Warszawa bị rào dây cô lập với phần còn lại của thành phố.
16: Churchill ra lệnh điều một số quân Anh ở Bắc Phi đến Hy Lạp, bất chấp những quan ngại của các nhà lãnh đạo quân sự cho rằng lực lượng đó cần cho chiến dịch hiện tại chống người Ý tại Bắc Phi.
19: Hy Lạp tiếp tục tiến quân và đánh đuổi quân Ý ra khỏi đất Hy Lạp.
20: Hungary ký kết Hiệp ước Ba Bên.
21: Chính phủ Bỉ đang lưu vong ở Anh tuyên chiến với Ý.
22: Korytsa thất thủ vào tay người Hy Lạp.
23: Romania ký kết Hiệp ước Ba Bên.
24: Cộng hòa Slovakia ký kết Hiệp ước Ba Bên.
25: Liên Xô đưa ra các điều kiện để gia nhập Hiệp ước Ba Bên, bao gồm những lợi ích lãnh thổ đáng kể mới.
29: Ném bom ban đêm dữ dội tại Liverpool.
30: Đức mở cuộc ném bom lớn ở Southampton miền nam nước Anh; đêm hôm sau lại thành phố lại bị tấn công tiếp, sau đó là Bristol ngày 2 tháng 12, và Birmingham ngày 3 tháng 12.

## Tháng 12 năm 1940

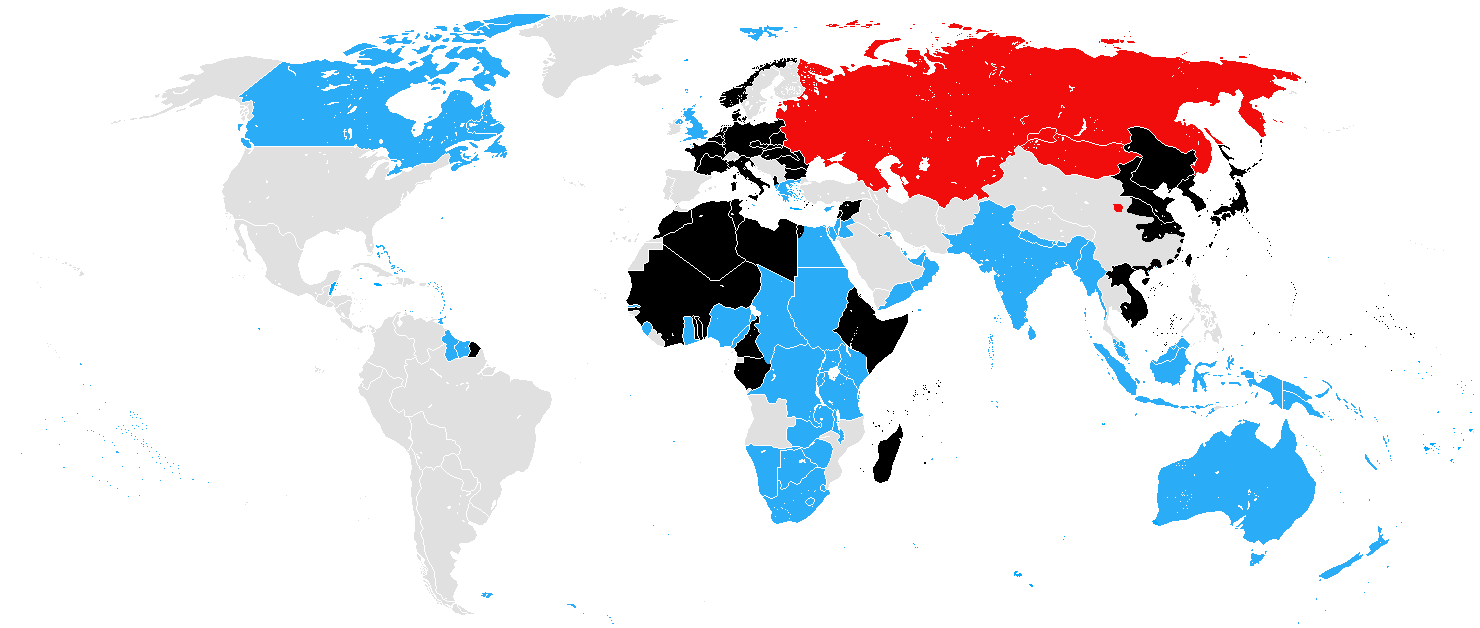
Sự mở rộng của phe Trục cho đến tháng 12 năm 1940.

1-8: Các lực lượng Hy Lạp tiếp tục đẩy lui quân Ý và đánh chiếm các thành phố Pogradec, Sarandë, Gjirokastër.
1: Anh và Đức không kích qua lại vào các thành phố của nhau suốt cả tháng.
1: Joseph P. Kennedy, đại sứ Hoa Kỳ ở Anh được tổng thống Roosevelt yêu cầu từ chức sau khi ông này trả lời phỏng vấn báo chí và phát biểu quan điểm rằng "nền dân chủ đã kết thúc tại Anh".
5: RAF ném bom Düsseldorf và Turin.
6-9: Binh lính Anh và Ấn Độ thuộc Lực lượng Sa mạc Tây mở Chiến dịch Compass, tiến công các lực lượng Ý ở Ai Cập, bắt đầu bằng những cuộc tấn công vào 5 trại lính của Ý ở lân cận và phía nam Sidi Barrani. Các trại này bị đánh tan, tướng Ý Pietro Maletti bị giết, Cụm Maletti, các sư đoàn Libya số 1, 2, và Sư đoàn Áo đen số 4 đều bị tiêu diệt. Tàn quân Ý buộc phải rút về Libya.
8: Francisco Franco nêu ra những quy định để Tây Ban Nha tham chiến; hệ quả tức thời là Hitler buộc phải hủy bỏ cuộc tấn công vào Gibraltar.
12: Tại Bắc Phi, hơn 39.000 quân Ý bị chết hoặc bị bắt tại Ai Cập.
16: Cuộc không kích ban đêm đầu tiên của RAF, diễn ra tại Mannheim, Đức.
16: Tại Bắc Phi, người Anh đóng sở chỉ huy tại Sollum, Ai Cập và chiến đồn Capuzzo ở Libya.
18: Hitler ban hành chỉ thị bắt đầu lên kế hoạch Chiến dịch Barbarossa, cuộc xâm lược Liên bang Xô Viết của Đức.
22-24: Cuộc oanh tạc Manchester.
28: Chiến tranh Hy Lạp-Ý tiếp tục diễn biến bất lợi cho phía Ý, quân Hy Lạp đã kiểm soát khoảng 1/4 lãnh thổ Albania.
28: Ý yêu cầu trợ giúp quân sự trừ phía Đức để chống Hy Lạp.
29: Không quân Đức oanh tạc dữ dội London; Nhà thờ chính tòa Thánh Paul bị hư hại.